# فریتس هالر
فریتس هالر (آلمانی: Fritz Haller; ۱۳ ژوئن ۱۹۰۵ – ۱۹۶۱) وزنه‌بردار اهل اتریش بود.
وی در مسابقات کشوری و بین‌المللی در مجموع برندهٔ ۱ مدال طلا، ۱ مدال نقره شده‌است.